# Super Pumped (televíziós sorozat)
A  Super Pumped 2022-tól vetített amerikai  drámasorozat, amelyet Brian Koppelman és David Levien alkotott, az azonos című regény alapján. A főbb szerepekben Joseph Gordon-Levitt, Kyle Chandler, Kerry Bishé
Babak Tafti, Jon Bass és Quentin Tarantino látható.
Az Amerikai Egyesült Államokban 2022. február 27-én mutatta be a Showtime, Magyarországon 2023 február 14-én mutatta be a SkyShowtime.

## Ismertető
Az Uber fuvarmegosztó vállalat megalapítását mutatja be a vállalat vezérigazgatójának, Travis Kalanicknak a szemszögéből, akit végül egy puccs következtében leváltanak.

## Szereplők

### Főszereplők
| Szereplő           | Színész              | Magyar hang    |
| ------------------ | -------------------- | -------------- |
| Travis Kalanick    | Joseph Gordon-Levitt | Szatory Dávid  |
| Bill Gurley        | Kyle Chandler        | Kautzky Armand |
| Austin Geidt       | Kerry Bishé          | Földes Eszter  |
| Emil Michael       | Emil Michael         | Szabó Andor    |
| Garrett Camp       | Jon Bass             | Rada Bálint    |
| Bonnie Kalanick    | Elisabeth Shue       | Vándor Éva     |
| Gabi Holzwarth     | Bridget Gao Hollitt  | N/A            |
| Arianna Huffington | Uma Thurman          | Für Anikó      |
| Narrátor           | Quentin Tarantino    | Háda János     |

### Mellékszereplők
| Szereplő      | Színész            | Magyar hang    |
| ------------- | ------------------ | -------------- |
| Angie You     | Annie Chang        | Lamboni Anna   |
| Quentin       | Noah Weisberg      | Seder Gábor    |
| Ryan Graves   | Joel Kelley Dauten | Welker Gábor   |
| Peter Fenton  | Ian Alda           | Harcsik Róbert |
| Cory Kalanick | Mishka Thébaud     | Juhász Zoltán  |

## Epizódok
| Sor. | Év. | Cím                                       | Rendező             | Író                             | Premier                             |
| ---- | --- | ----------------------------------------- | ------------------- | ------------------------------- | ----------------------------------- |
| 1.   | 1.  | Fejlődés vagy halál (Grow or Die)         | Allen Coulter       | Brian Koppelman és David Levien | 2022. február 27. 2023. február 14. |
| 2.   | 2.  | Egyszerű képlet (X to the X)              | Daniel Gray Longino | Sarah Acosta                    | 2022. március 6. 2023. február 14.  |
| 3.   | 3.  | Háború (War)                              | Daniel Gray Longino | Stephen Schiff                  | 2022. március 13. 2023. február 14. |
| 4.   | 4.  | Mellbevágó (Boober)                       | John Dahl           | Emily Hornsby                   | 2022. március 20. 2023. február 14. |
| 5.   | 5.  | Romantikus küldetés (The Charm Offensive) | John Dahl           | Safie M. Dirie                  | 2022. március 27. 2023. február 14. |
| 6.   | 6.  | Uber törölve (Delete Uber)                | Zetna Fuentes       | Beth Schacter                   | 2022. április 3. 2023. február 14.  |
| 7.   | 7.  | Közös nevező (Same Last Name)             | Zetna Fuentes       | Brian Koppelman és David Levien | 2022. április 10. 2023. február 14. |

## A sorozat készítése
A projekt először 2019. szeptember 18-án merült fel, amikor a The New York Times technológiai újságírójának, Mike Isaacnak a Super Pumped című regénye felkerült a The Hollywood Reporter által összeállított, a legkeresettebb szellemi tulajdonokat tartalmazó listára. 2019. szeptember 18-án jelentették be, hogy a Showtime opciós jogot szerzett a könyv televíziós jogaira, és a regényből limitált sorozatot kíván készíteni. A Billions társalkotói, Brian Koppelman és David Levien a Showtime Networks-szel kötött átfogó szerződésük értelmében a sorozat megalkotására, írására szerződtek. 2021 márciusára a sorozat csendben megkapta az első évados megrendelését, a sorozat 2022-es premieridőpontot kapott. A forgatás 2021 szeptemberében kezdődött a Los Angelesben.